# Grand Prix d'été de combiné nordique
Le Grand Prix d'été de combiné nordique est une compétition estivale de combiné nordique organisée depuis 1998
par la fédération internationale de ski.
Elle commence habituellement à la fin du mois d'août et se déroule en plusieurs épreuves, organisées sur différents sites.

## Historique
La compétition a été officiellement lancée en 1998. En 2018, la première édition féminine est organisée. En 2020, la compétition est annulée.

## Règlement

### Matériel
En raison de l'absence de neige, la piste d'élan des tremplins est en céramique et la réception des sauts se fait sur un revêtement synthétique. À partir de 2010, les ski-roues sont autorisés. Auparavant, les athlètes utilisaient des Roller en ligne.

### Classement
Le classement général s'effectue en utilisant le décompte des points habituellement utilisé par la FIS. Contrairement à la coupe du monde, le vainqueur du classement général de la compétition est l'athlète qui marque le plus de points et qui participe à toutes les compétitions.

## Palmarès

### Palmarès féminin
| Saison | Vainqueur                              | Deuxième            | Troisième           |
| ------ | -------------------------------------- | ------------------- | ------------------- |
| 2018   | Stefaniya Nadymova Tara Geraghty-Moats |                     | Jenny Nowak         |
| 2019   | Stefaniya Nadymova                     | Tara Geraghty-Moats | Jenny Nowak         |
| 2021   | Gyda Westvold Hansen                   | Ema Volavšek (de)   | Lisa Hirner         |
| 2022   | Ema Volavšek (de)                      | Nathalie Armbruster | Minja Korhonen (fi) |
| 2023   | Ema Volavšek (de)                      | Nathalie Armbruster | Ida Marie Hagen     |
| 2024   | Jenny Nowak                            | Ema Volavšek (de)   | Nathalie Armbruster |

### Palmarès masculin
Deux éditions non officielles ont eu lieu en  1995 et en 1996. L'édition de 1995 a été remportée par le Norvégien Trond Einar Elden devant Knut Tore Apeland et Enrico Heisig. Pour 1996, les résultats ne sont pas connus.
| Saison | Vainqueur                    | Deuxième            | Troisième          |
| ------ | ---------------------------- | ------------------- | ------------------ |
| 1998   | Matthias Looß                | Felix Gottwald      | Jens Gaiser        |
| 1999   | Ronny Ackermann              | Sebastian Haseney   | Jens Deimel        |
| 2000   | Felix Gottwald               | Samppa Lajunen      | Georg Hettich      |
| 2001   | Samppa Lajunen               | Bill Demong         | Jens Gaiser        |
| 2002   | Mario Stecher                | Felix Gottwald      | Todd Lodwick       |
| 2003   | Jens Gaiser                  | Todd Lodwick        | Ronny Ackermann    |
| 2004   | Todd Lodwick                 | Christoph Bieler    | Johnny Spillane    |
| 2005   | Christoph Bieler             | Michael Gruber      | Petter Tande       |
| 2006   | Christoph Bieler             | Mario Stecher       | Felix Gottwald     |
| 2007   | David Kreiner                | Jason Lamy-Chappuis | Björn Kircheisen   |
| 2008   | Mario Stecher                | Anssi Koivuranta    | Ronny Heer         |
| 2009   | Tino Edelmann                | Jonathan Felisaz    | Ronny Heer         |
| 2010   | Johannes Rydzek              | Magnus Moan         | Eric Frenzel       |
| 2011   | Johannes Rydzek              | Björn Kircheisen    | Eric Frenzel       |
| 2012   | Bernhard Gruber              | Akito Watabe        | Johannes Rydzek    |
| 2013   | Akito Watabe Bernhard Gruber |                     | Johannes Rydzek    |
| 2014   | Johannes Rydzek              | Eric Frenzel        | Björn Kircheisen   |
| 2015   | Johannes Rydzek              | Fabian Rießle       | Akito Watabe       |
| 2016   | Jarl Magnus Riiber           | Mario Seidl         | François Braud     |
| 2017   | Kristjan Ilves               | Martin Fritz        | Lukas Greiderer    |
| 2018   | Mario Seidl                  | Ilkka Herola        | Martin Fritz       |
| 2019   | Franz-Josef Rehrl            | Samuel Costa        | Antoine Gérard     |
| 2021   | Ilkka Herola                 | Mario Seidl         | Johannes Rydzek    |
| 2022   | Ilkka Herola                 | Franz-Josef Rehrl   | Stefan Rettenegger |
| 2023   | Johannes Rydzek              | Franz-Josef Rehrl   | Terence Weber      |
| 2024   | Laurent Muhlethaler          | Mattéo Baud         | Pascal Müller (pl) |

## Images

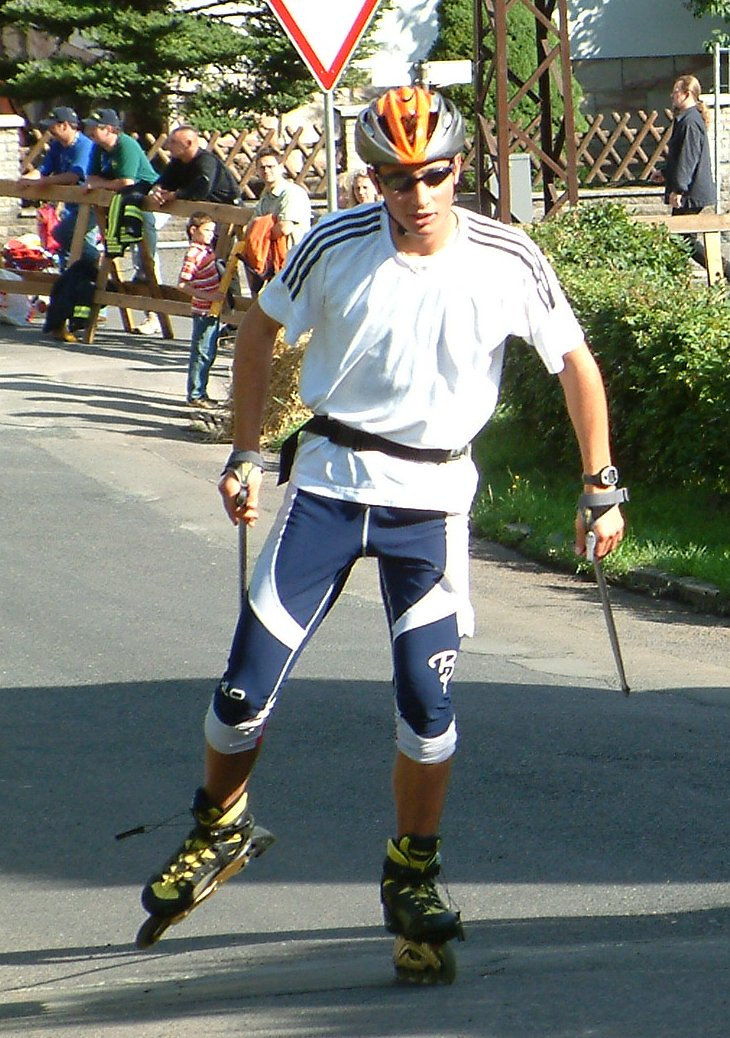
Jason Lamy-Chappuis en 2004
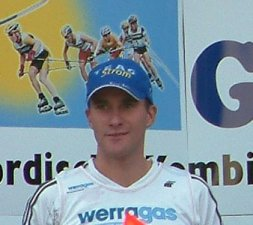
Ronny Ackermann en 2004
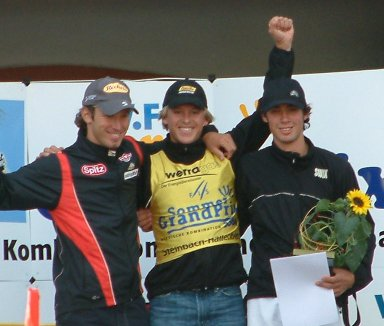
Le podium de l'édition 2004
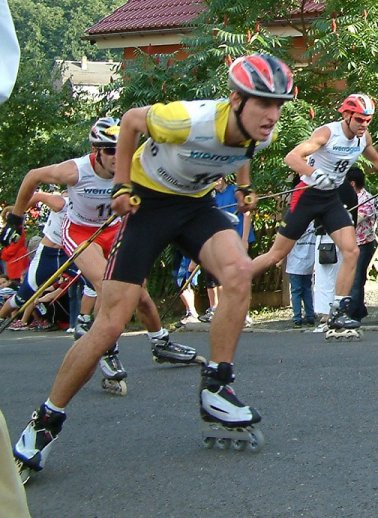
Björn Kircheisen